# La lógica del escorpión
La lógica del escorpión es el decimocuarto álbum de estudio del cantautor argentino Charly García.Dado a conocer por el artista, fue publicado el 11 de septiembre de 2024 a las 16 horas en formato físico (disco de vinilo), y a las 21 horas en plataformas digitales. El álbum cuenta con las participaciones estelares de David Lebón, Pedro Aznar, Fito Paez y Luis Alberto Spinetta, de manera póstuma (utilizando grabaciones previas).

## Contexto y lanzamiento
El último lanzamiento de García había sido Random en el año 2017, tras el cual no había vuelto a publicar música. Sin embargo, a finales de 2023, Rosario Ortega publicó una foto desde un estudio de grabación junto a él, dando a entender que un álbum venía en camino. A mediados de 2024, el diario Clarín anunció que en los últimos meses del año el álbum estaría disponible. Rolling Stone comentó que el álbum contaría con reversiones de clásicos del rock en inglés al español, canciones inéditas y reversiones de éxitos de García.
El 6 de agosto Charly participó de una sesión de fotos para la presentación del disco. El lunes 2 de septiembre por la noche Charly les presentó el álbum a amigos y famosos. El disco estuvo disponible el 11 de septiembre desde las 16:00 en vinilo y a partir de las 21:00 en las principales plataformas digitales, como anunció en sus redes sociales a principios de la semana.

## Lista de canciones
| N.º   | Título                                                  | Duración |  |
| 1.    | «Rompela»                                               | 1:44     |  |
| 2.    | «Yo ya sé»                                              | 2:03     |  |
| 3.    | «El club de los 27» (Con David Lebón)                   | 3:33     |  |
| 4.    | «La medicina N° 9» (Con David Lebón)                    | 3:45     |  |
| 5.    | «Te recuerdo invierno»                                  | 2:24     |  |
| 6.    | «Autofemicidio»                                         | 2:21     |  |
| 7.    | «América» (Con Pedro Aznar)                             | 3:51     |  |
| 8.    | «Juan Represión»                                        | 4:08     |  |
| 9.    | «Estrellas al caer»                                     | 1:55     |  |
| 10.   | «La pelícana y el androide» (Con Luis Alberto Spinetta) | 2:43     |  |
| 11.   | «Watching the Wheels»                                   | 2:00     |  |
| 12.   | «La lógica del escorpión»                               | 1:40     |  |
| 13.   | «Rock and Roll Star» (Con Fito Páez)                    | 2:20     |  |
| 34:27 |                                                         |          |  |

## Ficha técnica
- Charly García: Voz, teclados, sampler, guitarra y bajo
- Fernando Kabusacki: Guitarra
- Fernando Samalea: Batería
- Hilda Lizarazu y Rosario Ortega: Coros

Invitados:
- David Lebón: guitarras, en «El Club de los 27» y «La Medicina N° 9»
- Pedro Aznar: Bajo, batería, guitarra y voces, en «América»
- Antonio "Toño" Silva: Batería, en «El Club de los 27»
- Fito Páez: voz, en «Rock and Roll Star»
- Luis Alberto Spinetta: voz, en «La Pelícana y el Androide»

## Música y letras
Este álbum cuenta referencias a otras obras, propias y ajenas; desde fábulas, melodías, samples, etc. En esta sección se detallan cada uno de estos.
El disco en su totalidad, se basa en la fábula del escorpión y la rana de Esopo; tanto la tapa como la contratapa de este disco hacen referencia a esta obra literaria. Además, en el duodécimo track del disco, Charly García relata esta fábula. El foco está en que "No hay lógica" en el actuar del escorpión.
El primer tema, "Rompela", es un cover a sí mismo en español de una canción publicada en el su duodécimo álbum de estudio como solista, Kill Gil: "Break it Up", El octavo track de la versión oficial de este disco (2010), y el séptimo de la versión filtrada o "pirata" de 2007.
El club de los 27, es un blues en el que se hace referencia al termino coloquial que refiere a una serie de músicos, artistas, actores y otras celebridades que fallecieron a los 27 años, como por ejemplo Brian Jones y Kurt Cobain, mencionados en el cuarto verso.
En esta cancion, la frase "Cristo fue crucificado por pecados de alguien más (no por los míos)" hace referencia a la version de Patti Smith de la cancion Gloria de Van Morrison, que comienza con la misma frase ("Jesus died for somebody’s sins, but not mine").
La Medicina N° 9, empieza con la mísma melodía que hacen los saxofones en "El rap de las hormigas". También se escucha apenas antes del final de la canción.
Por otro lado, a lo largo de la canción se puede escuchar un sample de Revolution 9 de The Beatles.
En última instancia, al final de la canción hay una referencia "Bad Case Of Loving You (Doctor Doctor)" de Robert Palmer. El tema también tiene como precedente la canción "Love Potion N° 9" grabada, entre otros, por The Clovers y The Searchers. 
Te Recuerdo Invierno, canción que fue compuesta en la época de Sui Géneris, es la última canción de Estaba en llamas cuando me acosté, su segundo álbum en vivo como solista, publicado bajo el pseudónimo Casandra Lange. Esta canción nunca había sido grabada en estudio anteriormente. Esta versión incluye un interludio, donde se puede escuchar parte del tango Adiós Nonino de Astor Piazzolla.
La canción América, probablemente haga referencia al canal de televisión América TV y a su programa de noticias (menciona que tiene "miedo de América, de la TV y de noticias histéricas", además de que "Lo que muestran no es la verdad".
La melodía de Estrellas al Caer es, por momentos, similar a la de Chipi Chipi del disco La Hija de la Lágrima.
La Pelícana y el Androide es el anteúltimo tema del disco Privé de 1986 de Luis Alberto Spinetta, justo antes de Rezo por vos, el único tema que publicaron como coautores con Charly. Para esa época, y un par de años antes, Spinetta y García planeaban hacer un disco juntos, titulado "Como conseguir chicas" (nombre que después terminó usando Charly para su quinto disco como solista), para el cual grabaron varios demos; entre ellos, una versión de La Pelicana y el Androide.
La voz de Spinetta que se escucha en este disco es de esta grabación en particular.
La canción Watching the Wheels de John Lennon ya había sido incluída en un disco de Charly García, Kill Gil. En este caso, este tema está enganchado con el track siguiente, "La lógica del Escorpión", en el cual se relata la fábula.
Mientras se relata la fábula, suena el final de la canción anterior. En pleno relato, se puede escuchar parte de Imagine.. Al final, empieza a sonar la melodía de Seréno Fantástico (Pubis Angelical) o Veinte Trajes Verdes (Peperina).
Finalmente, Rock and Roll Star (So You Want to Be a Rock 'n' Roll Star de The Byrds) ya lo había interpretado Charly en varias ocasiones entre 2005 y 2007.

## Recepción

### Rendimiento comercial
En Argentina, La lógica del escorpión tuvo un buen rendimiento en todas las métricas de consumo: streaming, ventas digitales y ventas físicas. En cuanto a ventas físicas, incluso antes de su lanzamiento, el álbum debutó en la cima de la lista de álbumes argentinos. El disco logró eso en solo una semana de seguimiento que consistió netamente en la preventa de las siete mil unidades de la edición deluxe y limitada en vinilo. Asimismo, el disco se mantuvo durante cuatro semanas consecutivas en esa posición. En Spotify, el lanzamiento se reflejó en una cuenta regresiva y un pre-save que alcanzó cifras de más de 25 mil pre-guardados y 48 mil visitas únicas al perfil de García en las primeras 24 horas desde la salida del álbum. Luego de su publicación, todas sus pistas ingresaron simultáneamente top 50 del país; liderada por «Rompela», en quinta posición.
| Publicación             | Reconocimiento                                | Posición | Ref.   |
| ----------------------- | --------------------------------------------- | -------- | ------ |
| Billboard Argentina     | Los álbumes argentinos más destacados del año | 5        | [ 20 ] |
| Rolling Stone Argentina | Los 15 mejores discos nacionales de 2024      | 5        | [ 21 ] |

## Posicionamiento en listas
| Listas (2024)     | Mejor posición |
| ----------------- | -------------- |
| Argentina (CAPIF) | 1              |

## Certificaciones y ventas
| Territorio | Organismo certificador | Certificación | Ventas certificadas | Ref.   |
| ---------- | ---------------------- | ------------- | ------------------- | ------ |
| Argentina  | CAPIF                  | –             | 7 000               | [ 15 ] |